# Festa brasileira de Rouen em 1550

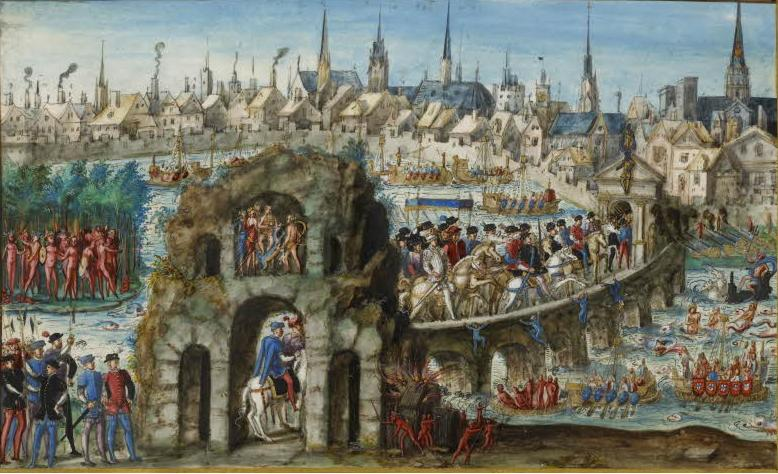
Entrada do rei Henrique II em Rouen. Observa-se uma ilha montada com árvores e índios tupinambás à esquerda, e abaixo na direita uma representação de guerra tupinambá e tabajara. Gravuras em manuscritos na Biblioteca Municipal de Rouen.

A chamada festa brasileira foi um espetáculo em Rouen, na França, em 1550, que envolveu uma representação teatral com nativos brasileiros ocorrida durante a celebração da entrada do rei Henrique II na cidade. Além de homenagear a monarquia francesa, ela teria promovido a empresa de expedições austrais imperialistas e o mito do bom selvagem.

## História
Em 1° e 2 de outubro de 1550, Henrique II e sua esposa, Catarina de Médici, e filha Marguerite, foram recebidos em Ruão, após sua passagem e festa em Lião. Realizaram-se encenações que envolveram cerca de 50 indígenas trazidos da colônia do Brasil, além de 250 marinheiros normandos e bretões habituados à terra nova e falantes de tupi, postos como figurantes fantasiados de silvícolas, e mulheres francesas (alguns apontam como prostitutas locais) nos papéis femininos. Organizada como "schiomaquia", a festa contou com cenas montadas em uma ilha com árvores representando o pau-brasil e em campos às margens do rio Sena, onde foram instaladas habitações como aldeias simuladas, nas quais os índios e atores encontravam-se nus e pintados de urucum, praticando hábitos de vida que imitariam os dos nativos: caçando, fumando tabaco, pescando, deitavam-se em redes, etc. Relata-se que nas praças eram exibidos e estavam soltos papagaios, macacos, saguis e marmotas que os navios burgueses de Ruão haviam também trazido anteriormente.
A "festa brasílica" foi patrocinada por comerciantes e armadores da cidade, organizada por uma companhia de comércio chamada "França Atlântica". Foi um empreendimento que visava promover o projeto colonizador nas terras austrais americanas pelo Reino da França, que realizava expedições ilegítimas, como a instalada posteriormente na Guanabara como França Antártica. A entrada de Rouen deu-se também como um encontro diplomático, estando presentes Maria Stuart, rainha da Escócia, Nicolas de Villegaignon (que iniciaria a França Antártida), líderes militares, representantes religiosos, núncio papal e embaixadores da Alemanha, Inglaterra, Veneza, e Espanha e Portugal; devido a esse contexto, os franceses manifestaram na festa um teor ideológico e de propaganda, as cenas retrataram o tráfico do pau-brasil e denunciavam atos dos exploradores espanhóis e portugueses considerados pelos franceses como violentos e bárbaros. Um objetivo dos franceses era fomentar a aliança com indígenas como parceiros comerciais e futuros súditos sob um regime humanitário, propondo um projeto civilizatório imperialista que envolveria evangelização dos nativos e transmissão de maneiras culturais francesas, alfabetização, artes e ciências.
Considera-se que a imagem positiva dos indígenas foi a primeira apresentação da política do bom selvagem, cuja tradição foi seguida posteriormente por humanistas franceses como Jodelle, Ronsard e Montaigne. Os franceses adotaram um caráter de tentativa de diálogo com os nativos brasileiros, como nas empreitadas por Villegagnon. As ambições de aliança foram demonstradas na teatralização: na encenação da guerra entre nativos, os tupinambás, apoiados pelos franceses, vencem a guerra contra os tabajaras.

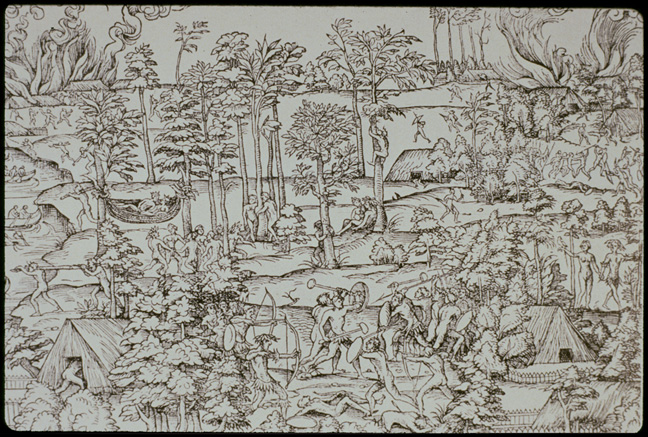
Figure des Brisiliens ("Cena dos Brasileiros").Aldeia etnográfica montada em Rouen.

Ocorreu também uma naumaquia chamada de "Triunfo do Rio": combate naval encenado com duas naus equipadas no rio Sena, uma representando uma caravela portuguesa e a outra uma embarcação francesa no mar brasileiro. Os franceses encerraram como vencedores, incendiando a caravela e pondo os marinheiros portugueses em fuga.
Mais tarde, Michel de Montaigne narra que em 1562 foram novamente apresentados em Rouen alguns índios, desta vez ao rei Carlos IX e a ele, tendo relatado isso e incorporado a figura da ingenuidade indígena na seção "Dos canibais" em seu Ensaios; no entanto, são questionadas as informações desse encontro, que teria ocorrido com representantes de três tribos brasileiras em 1565 em Bordeaux.
O evento da festa brasileira teria sido relatado em 1550 por escrito primeiramente por Robert Masselin e em 1551 na Narrativa da suntuosa entrada, atribuída a Maurice Scève. O brasilianista Ferdinand Denis estudou o ocorrido e divulgou seu registro encontrado, publicando em 1850 na França a obra Uma Festa Brasileira celebrada em Rouen em 1550 (Une fête brésilienne célébrée à Rouen en 1550).